# Stevning Dam
Stevning Dam er en opstemmet næringsrig sø  med et areal på 29,8 ha. mellem Vojens  og Hammelev i Haderslev Kommune. Den har tilløb fra  Dybdals- og  Jernhyt Bæk, og har via en kort kanal forbindelse til Tørning Møllesø hvorfra Tørning Å udspringer og via Hindemade videre til  Haderslev Dam.  Søens historie går tilbage til middelalderen, da  det med sikkerhed vides, at Tørning Mølle var i drift i 1494, da Kong Hans erhvervede den, men der er formodninger om at udnyttelsen af vandkraften går længere tilbage, - møllen nævnes første gang i 1331.  Stevning Dam er en del af Natura 2000-område nr. 92 Pamhule Skov og Stevning Dam.
- Bro over kanalen mellem Tørningvej og Sandkule Skov
- Udsigt over søen til Sandkule Skov
- Søens vestlige ende er omgivet af svært tilgængeligt krat

## Eksterne kilder og henvisninger
1. ↑  Historie på naturstyrelsen.dk

- Basisanalysen til Natura 2000-område nr. 92, 2016-21 (Webside ikke længere tilgængelig)

55°14′34.73″N 9°21′53.95″Ø / 55.2429806°N 9.3649861°Ø